# マナー
マナー（英語: manners）とは、人と人との関わりで当然その場面でしかるべきとされる行儀・作法のことを指す。これは自分一人のとき、他に見ている人が誰も居ない場合でもそれを守ることが望ましい価値観である。
マナーと同様の意味を持つ言葉としてエチケット(英語: etiquette)というものがあり、日本ではエチケットはマナーと比べより狭い（近い）領域の人間関係について使われることが多い。例えば「服装や髪形の清潔感や体臭の配慮」や「人の前ではゲップや放屁を控える」などのような生理的不快感を回避する装備や行為も、どちらかというとエチケットが使われる。
日本では「マナー」は社会・集団を意識し、社会・集団全体として気持ちよく過ごせるような行動の取り方に用いられ、「エチケット」は相手・個人を意識し、いま目の前にいる相手が不快な気分にならないようにする気配りの実践に用いられる。

## 概要
マナーは国や民族、文化、時代、宗教のさまざまな習慣によって形式が異なる。ある国では問題ないことが、他の国ではマナー違反とされることがある。たとえば「テーブルマナー」を例にとれば、日本国内では食事の際に飯椀を持ち上げて口につけて食べることが一般的で、日本人のほとんどはそれについて特に何も感じていないが、世界の国々では一般論として言うと、椀や皿を持ち上げたり、口につけることは重大なマナー違反である。一方、欧米のフォークは食べ物を突き刺して使っても、すくうように使っても良いとされるが、日本の箸は食べ物を「つまむ」ようにして使うものであり、「箸で食べ物を突き刺してはいけない」というのが作法である。また食事中の音に関しても、ヨーロッパでは「どんな料理であれ音を立てて食べては絶対にいけない」というのがマナーであるが、日本では「（「口を閉じて噛み、「クチャクチャ」などと噛む音を立ててはいけない」ということは西洋と共通だが）蕎麦などでは逆に（かなりの）音を立ててすすって食べてよい」と（伝統的には）されている。

## マナーと法
マナー（作法）は国・民族・文化・時代などでかなり異なっている。マナーは、表面的には法律や就業規則（ルール）のように強制力を持つものではなく、条文などに罰則が明記されているわけではないが、実際にはそれを守らない者はその人の品格を疑われ、場合によってはその場を退場させられるなどの社会的制裁を受けるものである性格が強い。マナーは社会の中の様々な場所と機会および行事や催し物などの場面で問われることが多く、ビジネスマナーはビジネスマンの重要な評価指標の一つとなり、また、公式行事や冠婚葬祭などの特別に改まった場面では服装規定(ドレスコード)や食事作法(テーブルマナー)などについてより厳しくそれを問われることもある。
なお、マナーと称されるが、行き過ぎた場合に法的責任を追及されることもありうる。例えば、図書館でのマナーとして、大声で騒がない、飲食をしない、資料を大切に扱う、閲覧席の公平な利用などがあげられる。もし、意図的に複数回大声で騒いだ場合、その態様が悪質であると、軽犯罪法1条14項に違反していると認めらた場合は、法的責任が追及される恐れがある。また、図書館の資料を破くなどした場合、その態様が器物損壊罪の構成要件を満たせば、器物損壊罪が適用されうる。
他には、「SNSで他者の誹謗中傷を書き込んではならない」は、マナーではなく、ルール（刑法、利用規約）に関することである。

## 西洋の食事のマナー
洋食は欧州のヨーロピアン・スタイルと北米のアメリカン・スタイルに大別することができるが、共通する部分も多い。
- 全員が席に着いたのち、主賓がナプキンに手をしたタイミングから他の人も手に取る[8]。ナプキンは膝に掛け、席を離れる際はナプキンを椅子に置く。帰る際にナプキンをテーブルに置いて去る[7]。
- カトラリー類を持つのは基本は右手。スプーンも右手。フォーク（だけを持つ場合）も右手。ナイフも右手。これが原則。
  - ただし、２つのカトラリーを同時に持たなければいけない場合、（つまり食べ物を切ってから食べるために、ナイフとフォークを同時に持つ場合は）、右手でナイフを、左手でフォークを持つ（左利きの人も同じ）。なお食べる時は、（一旦、ナイフをテーブルに置いて、その段階で手に持つカトラリーはひとつになるので、原則に戻り）フォークを右手に持ち替えてもよい。皿上の食べ物は左端から切り進め口にする。フォークとナイフは外側に置かれているものから順に使用する。
  - 社団法人日本ホテル・レストランサービス技能協会の石澤國重専務理事によると、現代の風潮からすると、ナイフとフォークを左右逆に持ってもマナー違反にはならないという[9]。（左利きへの配慮である）
- 皿の上にナイフとフォークをクロスさせて（または「ハ」の字を描くように）置くと "まだ食事中" のサインであり、皿の上に（すっかり載せるように）そしてきっちり並べて置くと "食べ終えた" のサイン。ナイフの刃は常に自分の側に向ける。一度使ったナイフやフォークをテーブルの上には置いてはいけない[7]。（なお、通常"まだ食事中"のサインを送るために「ハ」の字を描くように置く時は、欧米人は一般に、ナイフ・フォークの先端側を皿のフチに、ナイフ・フォークのハンドル側の端をテーブルの上に、つまりテーブルと皿の間にまるで「橋渡しするように」置く（つまり皿の上にフォーク・ナイフの全体を載せない）。こうすると給仕はそのままでは物理的に皿を持ち上げることができず、このように物理的に困難にすることで皿を持ち去ってもらいたくない、という意志を明確に表明している。反対に"食べ終えた"のサインを出すためにナイフ・フォークを並べて置く場合は、ナイフ・フォークをすっかり皿の上に載せ、給仕がそのまま簡単に皿とナイフ・フォークをワンセットで下げることができるように配慮する。）
- 口を開閉しながら音を立てて食べてはいけない（食べる音をたててはいけない。食器の音を立てるのもいけない。）。スープは飲み物ではなく食べる物として存在するため[8]、音を立ててスープを飲むことはスープを食べる物として扱っていないことを示すことになる。
- 皿に口をつけない、器を持ち上げない。（ただし、皿に軽く手を添えるだけならよい）。口に物が入ったまま喋らない[10]。
- 飲み物は右手側、パンなどは左手側に置くようにする[11][7]。

## 日本の食事の作法
日本の食事は箸を使うのが基本なので、箸にまつわる作法が多い。
箸は「はさむ」や「つまむ」ようにして使うものであり、食べ物を突き刺してはいけない、とされている。2本を左右別々の手で持つのもいけない。
箸は配膳時の位置は、箸の「頭」（つまり太いほう）を右にして、椀などの手前に、横向きに置く（西洋のカトラリーが縦向きに、皿の左右に配置されるのとは対照的である）。正式には箸置きが使われ、食事の途中で箸を一旦置く場合は箸置きに、箸の先端（すでに食べ物がついている）が空中に浮くように置く。
「食事中に食べる音はあまり立てないほうがよく、口を開けて噛んで「クチャクチャ」などと音を立てるのはマナー違反だ」というのは西洋と共通であるが、日本の場合はかなり大きな例外があり、「蕎麦類はズズズなどと大きな音をたててすすってよい」とか、むしろ「蕎麦だけはそのように食べるのが良い」などと（伝統的には）されてきた。

## 世界のエチケット
- 日本のエチケット（行儀）

以下、五十音順
- アジアのエチケット（英語版）
- アフリカのエチケット（英語版）
- インドネシアのエチケット（英語版）
- オーストラリアとニュージーランドのエチケット（英語版）
- 北アメリカのエチケット（英語版）
- 中東のエチケット
- 南アメリカのエチケット（英語版）
- ヨーロッパのエチケット（英語版）

- 中国料理のテーブルマナー（英語版）